# Historischer Hafen Berlin

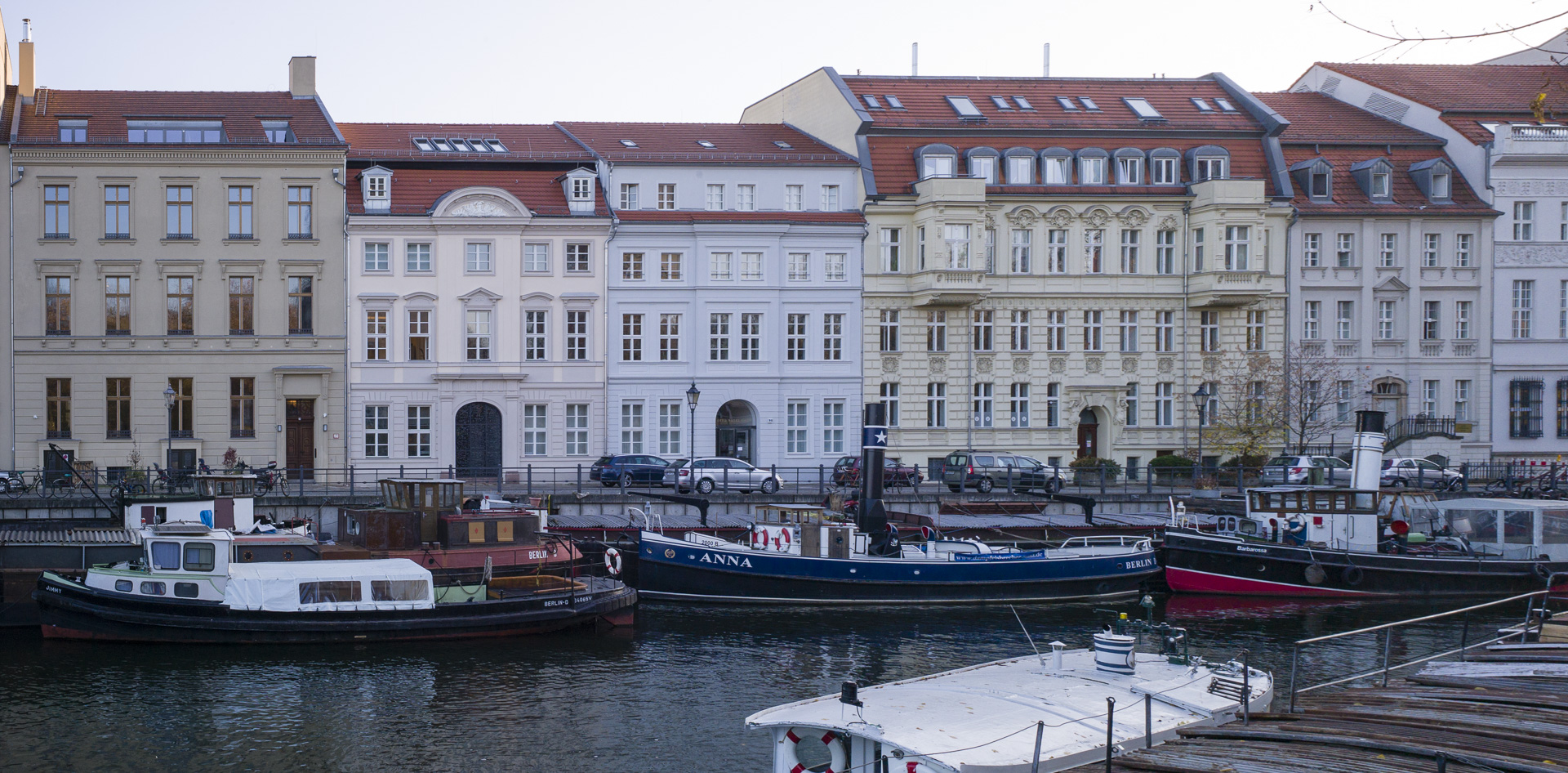
Blick auf die Schiffe und das Märkische Ufer

Der Historische Hafen Berlin wird von der Berlin-Brandenburgische-Schiffahrtgesellschaft e. V. (BBSG) betrieben. Die wertvollsten Stücke der großen Sammlung sind die Schleppdampfer Andreas und Volldampf. Darüber hinaus gibt es eine große Anzahl von Schleppkähnen, Schuten und Stoßbooten.
Im Sommer 1990 gründen Schifffahrtsenthusiasten aus ganz Berlin an Bord des Dampfschleppers Nordstern den gemeinnützigen Verein Berlin-Brandenburgische Schifffahrtsgesellschaft e. V. zur Erhaltung und Förderung der historischen Binnenschifffahrt.

## Die Urkunde von 1298 als Grundlage eines Berliner „Hafengeburtstages“
Will man für Berlin eine schriftliche Ersterwähnung eines Hafenbetriebes analog der Hamburger Verhältnisse ableiten, so kommt eine von dem brandenburgischen Markgrafen Otto V. (dem Langen) als zuständigem Landesherrn vom 7. Mai 1298 besiegelte Urkunde in Frage. Darin bestätigte der Markgraf der Stadt Berlin die Rechte und Freiheiten, insbesondere das Niederlagsrecht, den Hufen- und Hofstellenzins sowie den Städtepfennig und verkaufte ihr für 220 Pfund brandenburgischer Münze den Holz- und Schiffszoll von Schiffen, die über Fürstenwalde und Köpenick von und zum Mühlendamm kamen.
Die im mittelalterlichen Original im Landesarchiv Berlin erhaltene Pergamenturkunde weist zahlreiche Probleme auf. Es sind äußere und innere Merkmale sowie das Ausstellungsdatum, die zu Bedenken gegen die Echtheit führten und bereits von Hermann Krabbo vor nahezu 100 Jahren einer zusammenfassenden Würdigung unterzogen wurden. Zu den äußeren Merkmalen gehört – trotz eines fragmentarisch erhaltenen echten Abdruckes des Siegels von Markgraf Otto – die Schrift, die nicht in das 13., sondern in die Mitte des 14. Jahrhunderts weist.

## Der Berliner Hafen im Mittelalter
In Berlin dürften bereits im späten 12. Jahrhundert mit den ersten Siedlern Landestellen am Spreeübergang für Boote, die bald auch Waren trugen, die ver- und entladen werden mussten, entstanden sein. Aus der Analyse der im Berliner Stadtbuch genannten Zollabgaben, die die nicht einheimischen „Gäste“ in Berlin leisten mussten, wurde schon 1880 auf die Ausdehnung von Privilegierungen des Grafen Adolf von Holstein (1236/1263), des Königs Wilhelm von Holland für seine Landen (1252) und der Gräfin Margarete von Flandern (1252) geschlossen. Dies zeigt, dass Berlin bereits in der Mitte des 13. Jahrhunderts handelspolitisch mit dem Elb-Mündungsgebiet sowie dem weit entwickelten flandrisch-niederländischen Raum verbunden gewesen war.

## Aktuelle Situation

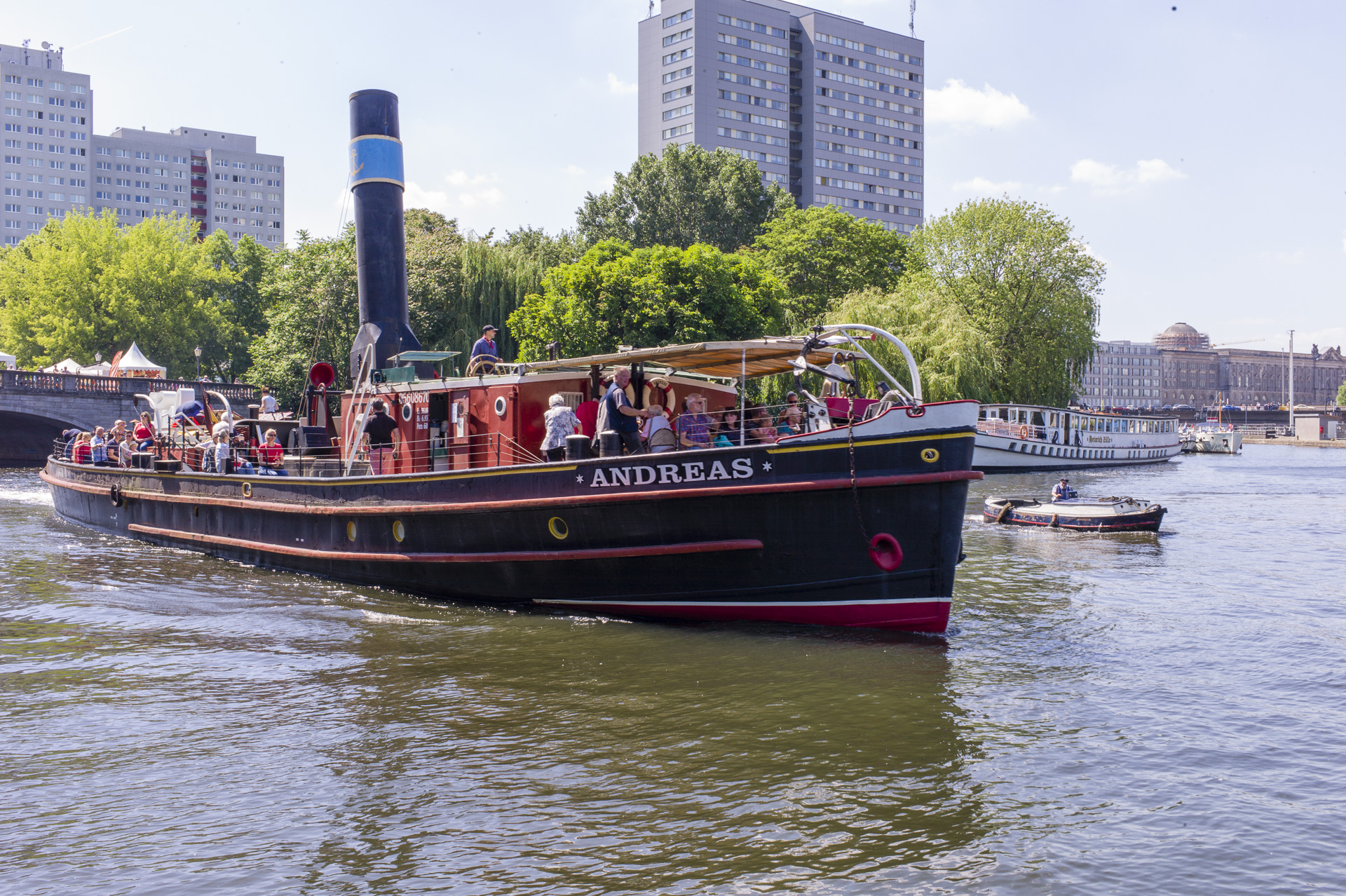
Das Dampfschiff Andreas in Fahrt

Der Historische Hafen Berlin an der Mühlendammschleuse/Fischerinsel wird seit 1994 von dem Verein Berlin-Brandenburgischen Schifffahrtsgesellschaft e. V. wiederbelebt und betrieben. Darüber hinaus zeigt die Dauerausstellung, wie eng Berlins kulturelle Entwicklung mit der Binnenschifffahrt und dem historischen Hafen verbunden ist. An diesem Ort entstand der erste Hafen, hier entstand die Doppelstadt Berlin-Kölln und wurde von hier weiterentwickelt und wiederaufgebaut. Ziele des Vereins sind:
- Betrieb des Historischen Hafens im Zentrum von Berlin.
- Erhalt des maritimen Erbes, das für die kulturgeschichtliche Denkmalpflege der Binnenschifffahrt wichtig ist.
- Präsentation der Schiffe in der Öffentlichkeit und in Publikationen.
- Schifffahrtsgeschichtliche Forschung – speziell des Berlin-Brandenburgischen Raumes – mit dem Ziel, diese der Öffentlichkeit zugänglich zu machen.
- Beratende Unterstützung privater Schiffer bei der Restaurierung ihrer historischen Binnenschiffe.
- Jugendlichen und anderen Interessierten die Mitarbeit bei Betrieb und Erhaltung traditioneller Wasserfahrzeuge zu ermöglichen sowie Einblicke in die zum historischen Berufsbild eines Binnenschiffers gehörenden Fähigkeiten zu gewähren.

## Zukunftsperspektiven
Der Hafen mit seinen Schiffen bietet einen einmaligen Raum für Begegnung und Gemeinschaft dank Zusammenführung von Technik, Kunst, Kultur und Natur in der Stadt. Mit der Nähe zum Märkischen Museum und einem vom Historischen Hafen gegenwärtig in Planung befindlichen Erlebnispfad mit Kunst im öffentlichen Raum wird ein wichtiger kultureller Bildungsauftrag am Beginn der Museumsinsel erfüllt.
Natur und Umwelt werden im Historischen Hafen als wertvolles, behutsam zu behandelndes Ökosystem angesehen. Nicht nur für Menschen, sondern ebenso für die bemerkenswert artenreiche Wasservogelwelt in der Mitte Berlins. Die Entwicklung dieses Ökosystems wird mit starkem Engagement der ehrenamtlichen „Hafenarbeiter“ weiter ausgebaut.
Gepaart mit dem Naturschutz der Kastanien und Begrünung von Kähnen strebt der Historische Hafen Berlins CO2-Neutralität an.